# Psyllotoxus inexpectatus
Psyllotoxus inexpectatus là một loài bọ cánh cứng trong họ Cerambycidae.